# Niebiesko-Czarni
Niebiesko-Czarni – polski zespół wokalno-instrumentalny założony w 1962 w Gdyni przez Franciszka Walickiego i Jerzego Kosselę.

## Historia
Debiutancki koncert Niebiesko-Czarnych odbył się 24 marca 1962 w klubie „Żak” w Gdańsku. W czerwcu tego samego roku zajęli pierwsze miejsce na 1. Festiwalu Młodych Talentów, po czym we wrześniu dokonali pierwszych nagrań radiowych, a w listopadzie zrealizowali nagrania płytowe. W 1962 i 1963 byli gospodarzami sopockiego Non-Stopu. W styczniu 1963 miejsce powołanego do wojska Jerzego Kosselę zajął w zespole Janusz Popławski, za to w lipcu i sierpniu podczas Non-Stopu skład opuścili: Daniel Danielowski, Henryk Zomerski i Jerzy Kowalski, a ich miejsce zajęli: Zbigniew Bernolak, Zbigniew Podgajny i Andrzej Nebeski. Również od Non-Stopu w 1963 rozpoczął występy z Niebiesko-Czarnymi Michaj Burano. W grudniu 1963 wspólnie z Michajem Burano, Czesławem Niemenem i Heleną Majdaniec wystąpili w paryskiej Olimpii i nagrali pierwszą płytę na Zachodzie (DECCA 460.811 M).
W styczniu 1964 z zespołem rozpoczął występy wokalista Wojciech Korda, który od lipca, po odejściu Krzysztofa Klenczona, pełnił również funkcję gitarzysty. W latach 1963–1965 zespół był nagradzany na Festiwalu Piosenki Polskiej w Opolu, również w 1965 muzycy wystąpili w koncercie pt. „Na płytach całego świata” podczas 5. Międzynarodowego Festiwalu Piosenki w Sopocie.
Od lipca 1965 w miejsce Włodzimierza Wandera, Andrzeja Nebeskiego i Zbigniewa Bernolaka, którzy założyli grupę Polanie, weszli: Krzysztof Wiśniarowski i Tadeusz Głuchowski z zespołu Tony. W listopadzie 1966 zespół opuścił Czesław Niemen, który założył własną formację – Akwarele. W 1966 Niebiesko-Czarni z Michajem Burano zdobyli Grand Prix Festiwalu Piosenki w Rennes, a w Paryżu zajęli pierwsze miejsce w turnieju zespołów rockowych w klubie Golf Drout. W 1967 zespół opuścili: Krzysztof Wiśniarowski (którego zastąpił Krzysztof Potocki), Helena Majdaniec i Piotr Janczerski. W nocy z 31 października na 1 listopada 1967 Niebiesko-Czarni wystąpili w Radio Luxembourg.
W 1968 dołączono sekcję saksofonów, w której skład weszli Wiesław Żakowicz i Mirosław Polarek. W 1969 muzycy zwrócili się z apelem o wykupienie willi Karola Szymanowskiego, „Atmy”. W tym czasie odbywali liczne koncerty w Szwecji, Jugosławii, na Węgrzech, Francji, krajach Beneluksu, Finlandii, NRF, Bułgarii, USA, Kanady, ZSRR. W 1971 wystąpili w amerykańskim programie telewizyjnym Danny Sulivan Show. Po powrocie z USA rozpoczęli próby tworzenia pierwszej polskiej rock-opery Naga, której premiera odbyła się 22 kwietnia 1973 w Teatrze Muzycznym w Gdyni. Po wystawieniu ok. 150 przedstawień Nagiej Niebiesko-Czarni częściej występowali za granicą niż w kraju. Po koncercie we Lwowie 30 czerwca 1976 nastąpiło rozwiązanie zespołu.
W ponad 14-letniej historii Niebiesko-Czarni nagrali osiem płyt długogrających oraz 24 single i czwórki o łącznym nakładzie 3,5 mln szt. Ponadto zagrali ponad 3 tys. koncertów. Okazjonalnie reaktywowali się w latach 1986, 1987, 1992 (z okazji koncertu poświęconego pamięci Ady Rusowicz i 2002.
| Imię i nazwisko         | Rola w zespole                | Lata w zespole                                              |
| ----------------------- | ----------------------------- | ----------------------------------------------------------- |
| Zbigniew Bernolak       | gitara basowa                 | lipiec 1963 – czerwiec 1965                                 |
| Mirosław Bobrowski      | śpiew                         | marzec 1962                                                 |
| Michaj Burano           | śpiew                         | lipiec 1963 – sierpień 1966                                 |
| Jerzy Dąbrowski         | perkusja                      | 1971; 1973 – 30 czerwca 1976                                |
| Daniel Danielowski      | pianino                       | marzec 1962 – lipiec 1963                                   |
| Bernard Dornowski       | śpiew                         | marzec 1962 – lipiec 1963                                   |
| Tadeusz Głuchowski      | perkusja                      | lipiec 1965 – listopad 1970                                 |
| Piotr Janczerski        | konferansjer, śpiew           | wiosna 1963 – lipiec 1967                                   |
| Andrzej Jasiński        | gitara                        | kwiecień 1962 – październik 1962                            |
| Paweł Juszczenko-Reson  | gitara                        | marzec 1962                                                 |
| Krzysztof Klenczon      | gitara, śpiew                 | październik 1962 – lipiec 1964                              |
| Wojciech Korda          | gitara, śpiew                 | styczeń 1964 – 30 czerwca 1976                              |
| Jerzy Kossela           | gitara, kierownictwo muzyczne | marzec 1962 – grudzień 1962                                 |
| Jerzy Kowalski          | perkusja                      | marzec 1962 – lipiec 1963                                   |
| Helena Majdaniec        | śpiew                         | październik 1963 – lipiec 1967                              |
| Andrzej Nebeski         | perkusja                      | lipiec 1963 – czerwiec 1965; marzec 1972 – październik 1972 |
| Czesław Niemen          | śpiew                         | październik 1962 – listopad 1966                            |
| Andrzej Pawlik          | gitara basowa                 | marzec 1971 – październik 1972                              |
| Zbigniew Podgajny       | pianino, organy               | lipiec 1963 – 30 czerwca 1976                               |
| Mirosław Polarek        | saksofon tenorowy i basowy    | styczeń 1968 – marzec 1971                                  |
| Krzysztof Potocki       | gitara basowa                 | sierpień 1967 – marzec 1971                                 |
| Janusz Popławski        | gitara                        | styczeń 1963 – 30 czerwca 1976                              |
| Benedykt Radecki        | perkusja                      | listopad 1970 – listopad 1971                               |
| Ada Rusowicz            | śpiew                         | wrzesień 1963 – 30 czerwca 1976                             |
| Joachim Rzychoń         | gitara basowa                 | listopad 1972 – 30 czerwca 1976                             |
| Danuta Skórzyńska-Szade | taniec                        | marzec 1962                                                 |
| Marek Szczepkowski      | śpiew                         | marzec 1962 – lipiec 1963                                   |
| Marek Ślazyk            | perkusja                      | luty 1972 – marzec 1972                                     |
| Włodzimierz Wander      | saksofon tenorowy             | lipiec 1962 – sierpień 1965                                 |
| Krzysztof Wiśniarowski  | gitara basowa                 | czerwiec 1965 – czerwiec 1967                               |
| Henryk Zomerski         | gitara basowa                 | marzec 1962 – lipiec 1963                                   |
| Wiesław Żakowicz        | saksofon tenorowy i altowy    | styczeń 1968 – 30 czerwca 1976                              |

## Dyskografia[1][2]
- Longplaye (płyty winylowe)
  - Niebiesko-Czarni; 1966, Pronit (XL 0331)
  - Alarm; Pronit 1967 (XL 0410)
  - Mamy dla Was kwiaty; 1968, Pronit (XL 0481)
  - Twarze; 1969, Pronit (SXL 0560)
  - Naga 1; 1972, Polskie Nagrania „Muza” (SXL 0881)
  - Naga 2; 1972, Polskie Nagrania „Muza” (SXL 0882)
  - 25 lat Niebiesko-Czarnych; Polskie Nagrania „Muza” (SX 2616/18)
  - Old Rock Meeting; PolJazz (K-PSJ 013/1-5)
  - Gwiazdy Mocnego Uderzenia; Polskie Nagrania „Muza”: SX 2798 (M. Burano), SX 2991 (Cz. Niemen), SX 2995 (A.Rusowicz)
  - Lot na Wenus (Kameleon Records, KAMLP 19)
  - oraz 24 single i czwórki

CD
  -  Niebiesko-Czarni – Złote Przeboje; (WR 107 CD)
  -  Niebiesko-Czarni – Gold Edition; (WR 107)
  - Niebiesko-Czarni – Złote Przeboje; (Fraza F 025)
  - Niebiesko-Czarni – Popołudnie z młodością; (Alcom ALCD 006)
  - Koncert dla Ady; Intersonus (ISCD 050)
  - Niebiesko-Czarni live 68; (21.009 Wydawnictwo 21)
  - N-C Niedziela będzie dla nas; (Pomaton EMI)
  - Na betonie kwiaty nie rosną; (Pomaton EMI) (Korda)
  - Największe przeboje; (Polskie Nagrania „Muza”, PNCD 079); Burano
  - Największe przeboje; (Polskie Nagrania „Muza”, PNCD 081); Rusowicz
  - Sen o Warszawie; (Polskie Nagrania „Muza”, PNCD 290); Niemen
  - Złote Przeboje; GM Records (GM222 004-2); Rusowicz
  - Jutro będzie dobry dzień; (Polskie Nagrania „Muza”, PNCD 599); Majdaniec
  - 45rpm kolekcja singli i czwórek; (Polskie Nagrania „Muza”, PNCD 284)
  - Adagio Cantabile; (P. Musik Press, 2005); Popławski
  - Od piosenki do piosenki; (Polskie Radio, PRCD 404); Korda
  - Od piosenki do piosenki; (Polskie Radio PRCD 405); Rusowicz
  - Sukces to przetrwanie; ( Media Way, 2-0081) (Korda-Platynowa kolekcja)
  - Old Rock Meeting A.D.1986; 2006, Metal Mind Productions (MMP 3CD BOX 001)
  - Hej tam w dolinie. Nagrania archiwalne z lat 1964–1966 (Kameleon Records, KAMCD 50)
  - Adagio Cantabile. Nagrania archiwalne z lat 1967–1969 (Kameleon Records, KAMCD 51)
  - Na betonie kwiaty nie rosną. Nagrania archiwalne z lat 1969–1970 (Kameleon Records, KAMCD 52)
  - Ostatni kosmyk nocy. Nagrania archiwalne z lat 1971–1974 (Kameleon Records, KAMCD 53)
  - Pod naszym niebem. Nagrania koncertowe z lat 1964–1974 (Kameleon Records, KAMCD 54)

Muzyka filmowa
  - Sublokator
  - Trzecia część nocy

## Filmografia
- Pełnometrażowe
  - Dwa żebra Adama
  - Mocne uderzenie
- Telewizyjne
  - Kulig
  - Przekładaniec
  - Mogło być inaczej